# پکینگ
شهر پکینگ (به آلمانی: Pocking) در ایالت بایرن در کشور آلمان واقع شده‌است.